# Hughes H-4 Hercules
Hughes H-4 Hercules – amerykańska łódź latająca zaprojektowana jako samolot transportowy, jedyny zbudowany egzemplarz został oblatany w 1947 roku; największy samolot konstrukcji drewnianej, jaki kiedykolwiek powstał.

## Historia powstania

Porównanie pięciu największych samolotów na świecie

Duże straty zadawane przez niemieckie U-Booty i lotnictwo konwojom zmierzającym ze Stanów Zjednoczonych przez Atlantyk do portów Wielkiej Brytanii zmusiły Departament Wojny USA do poszukiwania alternatywnych sposobów dalekodystansowego transportu sprzętu wojskowego i żołnierzy. Koncepcja Henry’ego Kaisera, przemysłowca odpowiedzialnego m.in. za masową produkcję na potrzeby wojenne frachtowców typu Liberty, i Howarda Hughesa, projektanta lotniczego, właściciela firmy Hughes Aircraft, zakładała budowę olbrzymiej łodzi latającej zdolnej do przewozu 750 w pełni uzbrojonych żołnierzy lub dwóch czołgów typu M4 Sherman. W związku z wojennym deficytem metali, zaprojektowany samolot miał być wykonany w większości z drewna, dlatego jego krytycy nazwali go Spruce Goose (pl. Świerkowa Gęś, choć wykorzystano głównie drewno brzozowe) lub Flying Lumberyard (pl. Latający Tartak). Używano głównie laminowanej sklejki brzozowej, którą za pomocą specjalnych procesów prasowano do pożądanego kształtu. Pomysłodawcy otrzymali rządowy kontrakt na budowę trzech prototypów, opiewający na kwotę 22 mln dolarów.
Prace konstrukcyjne przeciągnęły się do tego stopnia, że nie zdążono zbudować ani jednego z nich przed końcem II wojny światowej. W 1947 roku Hughes został wezwany w celu złożenia przed komisją senacką wyjaśnień dotyczących wykorzystania rządowych funduszy, m.in. na realizację tego projektu. Konstruktor, niewzruszony sceptycyzmem czy wręcz wrogością komisji, ostentacyjnie przystąpił do dalszych prób konstrukcji. 2 listopada 1947 roku pilotowana przez niego łódź latająca wzniosła się na wysokość 20 m i z prędkością prawie 160 km/h pokonała dystans 1,6 km. Oblot nie przekonał jednak oponentów. Uważali, że lot tak gigantycznej maszyny był możliwy jedynie dzięki wystąpieniu efektu przypowierzchniowego, zachodzącego podczas lotu nad wodą na niskiej wysokości, i moc silników nie będzie wystarczająca do prawdziwych lotów.
Trudno dziś ocenić, czy program został przerwany przez kongres z powodu zakończenia wojny, gdy taki samolot stał się zbędny i nieekonomiczny, a ze swoją drewnianą konstrukcją przestarzały, czy też ze względu na zbyt słabe osiągi, o czym świadczyć może wykonanie tylko jednego lotu na bardzo małej wysokości, gdzie samolot utrzymywał się w powietrzu dzięki efektowi przypowierzchniowemu. „Świerkowa Gęś” już nigdy nie wystartowała, chociaż była utrzymywana w stanie zdolnym do lotu aż do śmierci Hughesa w 1976 roku. W tym celu w regularnych odstępach czasu odpalano silniki. W 1977 roku marynarka wojenna USA rozważała wykorzystanie samolotu w czasie prac nad ekranoplanami, ostatecznie jednak zrezygnowano z tego pomysłu.
W 1980 roku łódź została nabyta przez California Aero Club, który eksponował ją w Long Beach, w Kalifornii. W 1988 roku przeszła na własność The Walt Disney Company; od 1993 roku znajduje się w muzeum lotnictwa w McMinnville, w stanie Oregon, gdzie stała się jedną z głównych atrakcji.
Mimo iż projekt upadł, jednak H-4 można uznać w pewnym sensie za protoplastę współczesnych ciężkich samolotów transportowych w rodzaju Lockheeda C-5 Galaxy, An-124 czy An-225.

## Opis konstrukcji
Hughes H-4 Hercules jest łodzią latającą zaprojektowaną do przewozu ludzi i towarów na duże odległości. Jednokadłubowa konstrukcja, z wolnonośnymi skrzydłami, stałymi pływakami i pojedynczym statecznikiem pionowym. Wnętrze kadłuba podzielone na dwie części – pierwszą stanowiły pomieszczenia załogi, drugi to duży pokład transportowy. Poniżej zbiorniki paliwa. Konstrukcja drewniana – głównie laminowane drewno brzozowe.

## Film
Historia Howarda Hughesa oraz budowy samolotu została zaprezentowana w filmie Aviator (2004) w reżyserii Martina Scorsese.